# Абаэте (река)
Абаэте (порт. Rio Abaeté) — река в штате Минас-Жерайс на юго-востоке Бразилии. Река берёт своё начало в западной части муниципалитета Сан-Готарду, затем течёт на север и впадает в реку Сан-Франсиску. Район устья реки Абаэте является важным местом нереста рыб.

## География
Длина реки Абаэте составляет 270 километров, её ширина варьируется от 61 метра до 150 метров. Это высокогорная река с каменным дном и большим количеством водопадов, содержащая глинистые отложения. Она протекает по территории девяти муниципалитетов штата Минас-Жерайс:
- Сан-Готарду
- Риу-Паранаиба
- Матутина
- Арапуа
- Тирус
- Карму-ду-Паранаиба
- Патус-ди-Минас
- Варжан-ди-Минас
- Сан-Гонсалу-ду-Абаэте

## Геология
Алмазы впервые были обнаружены в реке в период 1780—1785 годов. Некоторые из крупнейших алмазов, найденных в Бразилии, были найдены именно здесь, хотя чаще встречаются камни среднего и низкого качества. В 1791 году группа золотодобытчиков нашла в реке алмаз, известный как «бриллиант Абаэте».
Помимо гранатов, золота, иридия, яшмы, осмия и платины, в речном гравии содержится ещё 30 минералов. Платина без примесей палладия, обнаруженная в реке Абаэте, обладает сильными магнитными свойствами и богата железом.